# Gar Samuelson
Gary Charles "Gar" Samuelson (Dunkirk, Nueva York, 18 de febrero de 1958 - Deland, Florida, 14 de julio de 1999) fue un músico estadounidense, más conocido por ser el baterista del grupo de thrash metal Megadeth entre los años 1984 y 1987, siendo parte de los dos primeros discos Killing Is My Business... And Business Is Good!, y Peace Sells... But Who's Buying?.

## Biografía
Pocas cosas se saben sobre Gar en lo que a su vida personal respecta. Se sabe que él junto a su mejor amigo, el también miembro del grupo, Chris Poland practicaban fusión jazz en una banda llamada The New Yorkers y antes de ser parte de las dos bandas, ambos practicaban durante muchos años.
En 1987 Gar fue expulsado de la banda por el exceso de drogas que consumía, especialmente Heroína. Formando luego su propia banda con su hermano llamada Fatal Opera con la que grabó solamente dos discos The Eleventh Hour y Fatal Opera.

## Fallecimiento
Gar Samuelson falleció a los 41 años de edad el 22 de julio de 1999 en su hogar de Florida debido a unos problemas derivados de su hígado. En un documental que realizó el canal VH-1 “Behind the music” sobre Megadeth, podrán escuchar de primera mano el testimonio que dan el resto de miembros de Megadeth sobre el propio Gar Samuelson, incluso aparece el mítico guitarrista Chris Poland quien llega a derramar unas cuantas lágrimas al hablar de su amigo Gar. Su cuerpo fue cremado y las cenizas esparcidas en el Océano Atlántico.

## Discografía

### Megadeth
- Killing Is My Business... And Business Is Good! (1985)
- Peace Sells... But Who's Buying? (1986)

### Fatal Opera
- The Eleventh Hour
- Fatal Opera